# Alsemberg
Alsemberg är en ort i Belgien.   Den ligger i provinsen Flamländska Brabant och regionen Flandern, i den centrala delen av landet, 12 kilometer söder om huvudstaden Bryssel. Alsemberg ligger 65 meter över havet och antalet invånare är 5 377.
Terrängen runt Alsemberg är platt. Runt Alsemberg är det tätbefolkat, med 659 invånare per kvadratkilometer.. Närmaste större samhälle är Bryssel, 12,1 kilometer norr om Alsemberg. 
Trakten runt Alsemberg består till största delen av jordbruksmark.